# Euclysia columbipennis
Euclysia columbipennis är en fjärilsart som beskrevs av Walker. Euclysia columbipennis ingår i släktet Euclysia och familjen mätare. Inga underarter finns listade i Catalogue of Life.